# Sungai Penuh
A cidade de Sungai Penuh localiza-se na província de Jambi, na ilha de Sumatra, na Indonésia.  Possui uma área de 391,5 km² e uma população de 79.991 habitantes.
A antiga mesquita do bairro de Pondok Tinggi, construída em 1874, é um belo exemplar da arquitetura local.  Ainda em Pondok Tinggi, encontram-se belas residências em estilo tradicional.  
A cidade é ponto de partida para visitas ao Monte Kerinci, o Parque Nacional de Kerinci Seblat e a caldeira vulcânica de Gunung Tujuh.  